# Курт Бюліген
Курт Бюлінген (нім. Kurt Bühlingen; 13 грудня 1917, Граншюц, Саксонія — 11 серпня 1985, Нідда, Гессен) — німецький військовий льотчик-ас за часів Третього Рейху, протягом Другої світової війни здійснив більше 700 бойових вильотів, в ході яких здобув 112 перемог у повітряних боях, усі в небі Західної Європи та Північної Африки, у тому числі 24 над 4-моторними бомбардувальниками, 54 над «Спітфайрами», 13 P-38 «Лайтнінгами» та 9 P-47 «Тандерболтами». Оберстлейтенант (1944) Люфтваффе. Один із 160 кавалерів Лицарського хреста Залізного хреста з Дубовим листям та Мечами (1944).

## Біографія
Курт Бюліген народився 13 грудня 1917 року в місті Граншюц, у прусській провінції Саксонія у родині слюсаря-трубопроводчика. 13 березня 1936 року поступив на військову службу до резервної льотної частини в Ошаці. Спочатку з вересня 1937 до 15 лютого 1938 року служив авіаційним механіком у KG 153, згодом переведений авіамеханіком до 2-го штаффеля KG 4, де він проходив службу до 30 квітня 1939 року.
Військова кар'єра
- 13 березня 1936 — солдат
- 1936 — єфрейтор
- 1937 — обер-єфрейтор
- 1939 — унтерофіцер
- 1940 — фельдфебель
- 1941 — оберфельдфебель
- 1941 — лейтенант
- 1942 — оберлейтенант
- 1942 — гауптман
- 1943 — майор
- 1944 — оберстлейтенант

Після проходження курсів пілотів винищувачів, Бюліген отримав звання унтер-офіцера та призначення на посаду льотчика Messerschmitt Bf 109E 4-ого штаффеля Jagdgeschwader 2 (JG 2). Першу перемогу в повітрі здобув 4 вересня 1940 року, збивши британський одномісний винищувач «Харрікейн». За 20 збитих літаків противника нагороджений Лицарським хрестом Залізного хреста.
У грудні 1942 Курт Бюліген проходив службу в лавах II./JG 2 у Північній Африці, бився в Туніській кампанії, де до березня 1943 року здобув 40 літаків західних союзників. До березня 1944 року він був підвищений до звання майора, командував II./JG 2 та мав вже на своєму особистому рахунку 96 перемог. 7 червня 1944 року офіцер здобув 100-ту перемогу у повітряному двобої, ставши 75-м асом Люфтваффе, хто перетнув цю цифру.
2 березня 1944 року удостоєний Лицарського хреста Залізного хреста з дубовим листям (№ 413), а вже 14 серпня 1944 року удостоєний мечів (№ 88) до вищої нагороди.
З другої половини 1944 очолював 2-гу винищувальну ескадру, що протистояла радянським військам на Східному фронті. У травні 1945 року через відмови двигуна на своєму винищувачі здійснив вимушену посадку на територію зайняту Червоною Армією, потрапив у полон, звідкіля був випущений у 1950 році.